# Tot
Tót je v staroegipčanski mitologiji bog modrosti, začetnik znanosti in umetnosti. Je zavetnik pisarjev.
Upodobljen je s pasjo ali ibisovo glavo.